# José Marín-Baldo y Burgueros
José Marín-Baldo y Burgueros (Almería, 1864-Gerona, 1925) fue un pintor español.

## Biografía
Nació el 16 de junio de 1864 en Almería, hijo del arquitecto José Marín-Baldo y Caquia, con el que a razón de la coincidencia de apellidos ha existido cierta confusión. Cultivó la pintura de paisajes, además de, por ejemplo, algunos desnudos. Falleció el 14 de junio de 1925 en Gerona.

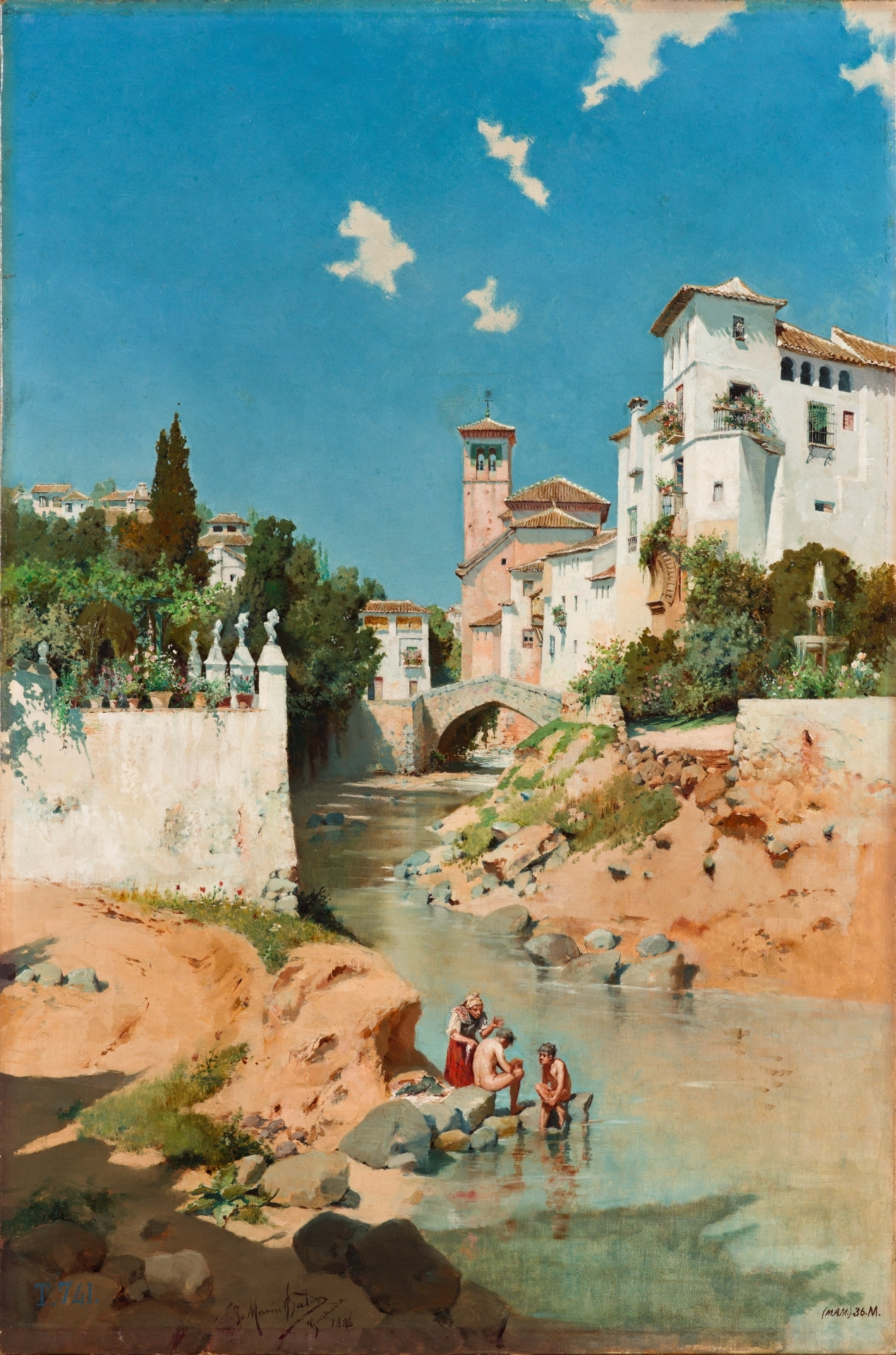
El Darro (Recuerdos de Granada) (Embajada de España en Roma)
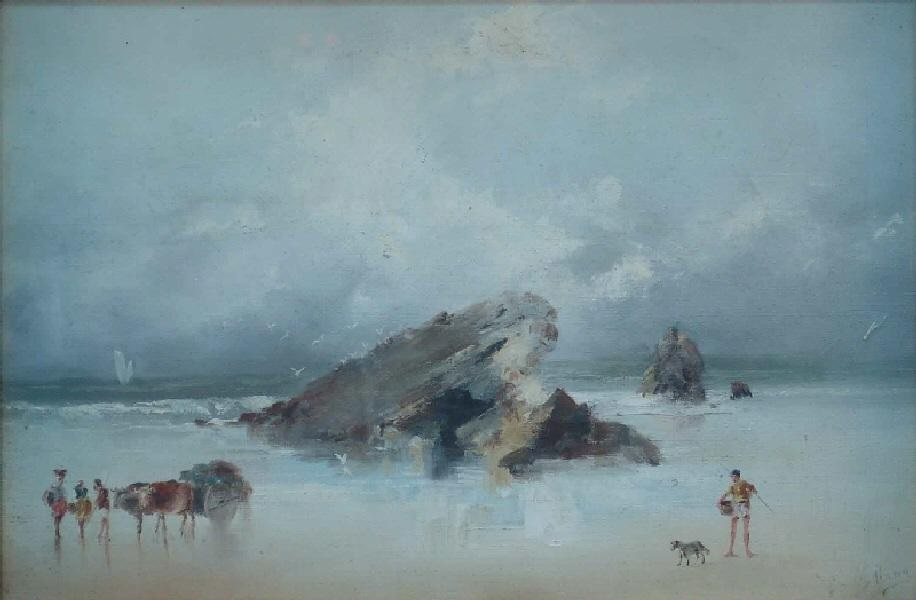
Paisaje con carreta y bueyes (Museo de Bellas Artes de Granada)
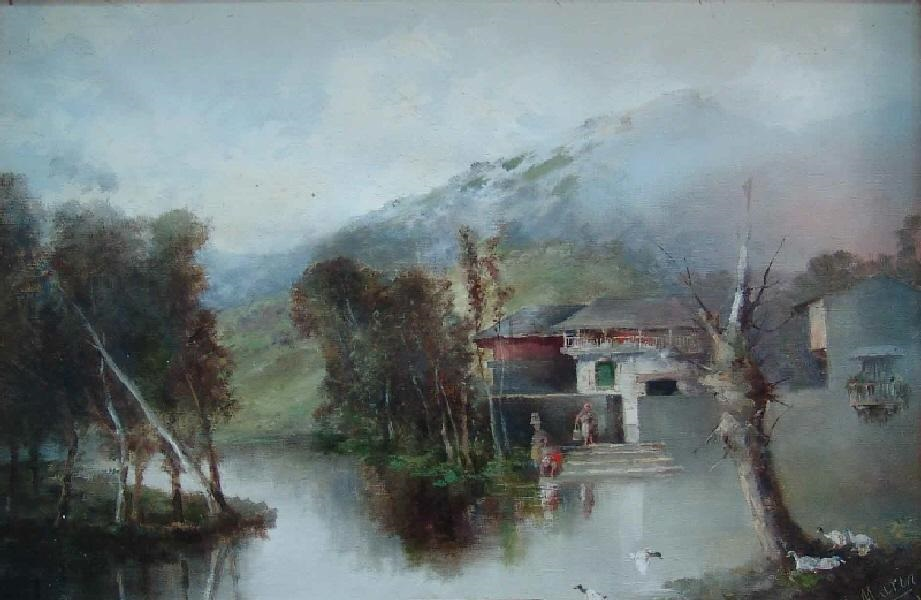
Paisaje (Museo de Bellas Artes de Granada)